# Jennifer Blanc
Jennifer Blanc (Jennifer Tara, 21 de abril de 1974) es una actriz estadounidense de cine y televisión. Nació en la ciudad de Nueva York y empezó su carrera a los diez años de edad, en 1984. Ha participado en series de televisión como Married... with Children, Saved by the Bell, Party of Five y Dark Angel. Sus créditos en cine incluyen producciones como The Crow (1994), The Brady Bunch Movie (1995) y Everly (2014).

## Filmografía seleccionada

### Cine y televisión
- Old Enough (1984)
- Married... with Children  (1991)
- Saved by the Bell (1993)
- The Mommies (1993–94)
- The Crow (1994)
- Cool and the Crazy (1994)
- Party of Five (1994–95)
- The Brady Bunch Movie (1995)
- Balto (1995)
- Friends 'Til the End (1997)
- The Ride (1997)
- Dark Angel (2000–01)
- The Blood Bond (2010)
- The Victim (2011)
- Nuclear Family (2012)
- Wrong Cops (2013)
- Everly (2014)
- Hidden in the Woods (2014)
- Havenhurst (2016)
- Killer weekend (2020)[4]
- Sorry I killed you (2020)
- Voyeaur ( 2020)